# Dune (Band)
Dune ist ein deutsches Musikprojekt, das vor allem Hardcore und Dance Musik veröffentlicht hat. Von 1995 bis 2003 existierte Dune als eine drei- bzw. vierköpfige Band, seitdem nutzt Oliver Froning (* 25. Juli 1963 in Münster) den Bandnamen als Pseudonym.

## Geschichte

### Gründung und erste Erfolge
Dune wurde 1994 von dem Münsteraner Oliver Froning alias „DJ Raw“ zusammen mit den Produzenten Jens Oettrich und Bernd Burhoff gegründet. Der Name des Projekts wurde durch den englischen Originaltitel des Science-Fiction-Films Der Wüstenplanet inspiriert. Zu den ersten Liedern, die sich hauptsächlich in die Richtung Happy Hardcore orientierten, gehörten das eher instrumentale und mit nur wenig Gesang versehene Hardcore Vibes sowie die Coverversion des Rozalla-Titels Are You Ready to Fly? mit der Gastsängerin Tina Lagao, die später unter dem Namen Tina Lacebal Frontfrau wurde. Das zugehörige Album Dune wurde Mitte 1995 bei Urban Records veröffentlicht. Fronings Nichte Janine, damals elf Jahre alt, sprach die Texte auf dem Album. Noch 1995 erschien eine neue Version des bereits auf dem ersten Album enthaltenen Instrumentalliedes Can’t Stop Raving, diesmal allerdings mit dem per Vocoder stark veränderten Gesang Tina Lacebals. Alle drei Singles des ersten Albums erreichten die Top 15 der deutschen und niederländischen Charts.
Anfang 1996 stieß die bisher nur als Background-Tänzerin arbeitende Verena von Strenge als feste Sängerin zur Band hinzu. 1996 folgte das zweite Album Expedicion, aus dem die Singles Rainbow to the Stars, Hand in Hand und Million Miles from Home stammen. Das Album war in den deutschsprachigen Ländern und den Niederlanden erfolgreicher als der Vorgänger und konnte in Ungarn Platz vier erreichen. Million Miles from Home war in Deutschland der offizielle Song zum 30. Geburtstag von Star Trek. Mit Hand in Hand konnten erstmals die Musikcharts in Großbritannien erreicht werden.

### Erstes Klassik-Album
Ende 1996 vollführte die Band einen rabiaten Stilwechsel von Happy Hardcore zu klassischer orchestraler Musik. Die Coverversion des Queen-Hits Who Wants to Live Forever zusammen mit dem London Session Orchestra erreichte Platz zwei der deutschen Single-Charts. Das in den Londoner Abbey Road Studios aufgenommene Album Forever erschien im Dezember 1996 bei Orbit Records, dem Plattenlabel von Burhoff, und führte das Orchester als offizielle Kooperation. Es erreichte wie die Single Platz zwei in Deutschland und wurde das erfolgreichste Album der Band. Es wurde noch im selben Jahr mit einer goldenen Schallplatte ausgezeichnet, die Single erhielt Platin. Die Nachfolgesingle Nothing Compares 2 U floppte allerdings im Vergleich zum Vorgänger. Die geplante dritte Singleauskopplung Somebody (im Original von Depeche Mode) wurde daraufhin fallengelassen.
Verena von Strenge trennte sich während dieses Erfolges von der Band, aufgrund des Titels ihrer ersten Solosingle Finally Alone und internen Streitigkeiten wird davon ausgegangen, dass die Trennung im Streit vollzogen wurde. Bis Sommer 1998 erfolgten daraufhin keine weiteren Veröffentlichungen der Band.

### Neue Sängerin und zweites Klassik-Album
Mitte 1998 erschienen zwei neue Singles von Dune, Keep the Secret im Dance-Stil mit Einflüssen von Popmusik und Electric Heaven im Electro-Funk-Stil. Beide Singles wurden in Kooperation mit Vanessa Hörster als Gastsängerin veröffentlicht und waren kommerziell wenig erfolgreich. Das geplante Album 5 mit Vanessa als fester Sängerin erschien nie, weshalb sie Dune wieder verließ. 
Daraufhin veröffentlichten Dune Ende 1998 das Klassikalbum Forever and Ever, wieder mit dem London Session Orchestra eingespielt. Das Album und die zugehörige Leadsingle mit dem Gesang der bereits 1995 beteiligten Tina Lacebal wurden ein Flop.

### Wiedervereinigung mit Verena und Ende der Band
Im November 1999 erfolgte die Wiedervereinigung mit Verena von Strenge, aus der die Single Dark Side of the Moon entstand. Sie konnte aber mit Platz 49 in den deutschen Charts nicht an alte Erfolge anknüpfen. Das für 2000 angekündigte Album Reunion erschien aufgrund rechtlicher Probleme mit der geplanten Single Heaven nicht. Stattdessen erschien nur ein weitgehend erfolgloses Remake ihrer Hitsingle Hardcore Vibes mit Trubblemaker und die Kompilation History, auf der die bereits fertiggestellten Songs des geplanten Reunion-Albums enthalten waren.
Im Jahr 2003 erfolgte die letzte Veröffentlichung als Band, das 2003er Remake ihres Songs Rainbow to the Stars im Zuge vieler Wiederveröffentlichungen von 90er-Liedern. Ein neues Album war geplant, wurde aber nicht verwirklicht.

### Dune als Pseudonym
Oliver Froning trat in den Folgejahren gelegentlich und seit 2014 regelmäßig unter dem Pseudonym Dune als DJ auf. Im September 2016 erschien ein Remake von Magic Carpet Ride im Happy-Hardcore-Stil, von Froning allein produziert mit bereits 2014 aufgenommenem Gesang von Kate Wild. Seit 2016 wurden wieder regelmäßig Singles von Dune veröffentlicht. Im Jahr 2017 entbrannte jedoch ein Rechtsstreit um die Nutzung des Namens Dune zwischen Oliver Froning und Bernd Burhoff.

## Diskografie

### Studioalben
| Jahr | Titel            | Höchstplatzierung, Gesamtwochen, AuszeichnungChartplatzierungen (Jahr, Titel, Platzierungen, Wochen, Auszeichnungen, Anmerkungen) | Höchstplatzierung, Gesamtwochen, AuszeichnungChartplatzierungen (Jahr, Titel, Platzierungen, Wochen, Auszeichnungen, Anmerkungen) | Höchstplatzierung, Gesamtwochen, AuszeichnungChartplatzierungen (Jahr, Titel, Platzierungen, Wochen, Auszeichnungen, Anmerkungen) | Anmerkungen                                                              |
| Jahr | Titel            | DE | AT | CH | Anmerkungen                                                              |
| ---- | ---------------- | --- | --- | --- | ------------------------------------------------------------------------ |
| 1995 | Dune             | DE21 (12 Wo.)DE | — | CH20 (6 Wo.)CH | Erstveröffentlichung: 31. Juli 1995                                      |
| 1996 | Expedicion       | DE15 (16 Wo.)DE | AT43 (5 Wo.)AT | CH28 (8 Wo.)CH | Erstveröffentlichung: 10. April 1996                                     |
| 1996 | Forever          | DE2 Gold · (15 Wo.)DE | AT4 (12 Wo.)AT | CH11 (8 Wo.)CH | Erstveröffentlichung: Dezember 1996 mit dem London Session Orchestra     |
| 1998 | Forever and Ever | DE70 (2 Wo.)DE | — | — | Erstveröffentlichung: 23. November 1998 mit dem London Session Orchestra |

### Livealben
| Jahr | Titel | Höchstplatzierung, Gesamtwochen, AuszeichnungChartsChartplatzierungen (Jahr, Titel, Platzierungen, Wochen, Auszeichnungen, Anmerkungen) | Anmerkungen                                                                     |
| Jahr | Titel | DE | Anmerkungen                                                                     |
| ---- | ----- | --- | ------------------------------------------------------------------------------- |
| 1996 | Live! | DE89 (4 Wo.)DE | Erstveröffentlichung: 2. September 1996 aufgenommen am 27. Juli 1996 in Rastatt |

### Kompilationen
| Jahr | Titel                      | Höchstplatzierung, Gesamtwochen, AuszeichnungChartsChartplatzierungen (Jahr, Titel, Platzierungen, Wochen, Auszeichnungen, Anmerkungen) | Anmerkungen                            |
| Jahr | Titel                      | DE | Anmerkungen                            |
| ---- | -------------------------- | --- | -------------------------------------- |
| 2000 | History – The Very Best Of | DE69 (2 Wo.)DE | Erstveröffentlichung: 23. Oktober 2000 |

### Singles
| Jahr | Titel Album                                      | Höchstplatzierung, Gesamtwochen, AuszeichnungChartplatzierungen (Jahr, Titel, Album, Platzierungen, Wochen, Auszeichnungen, Anmerkungen) | Höchstplatzierung, Gesamtwochen, AuszeichnungChartplatzierungen (Jahr, Titel, Album, Platzierungen, Wochen, Auszeichnungen, Anmerkungen) | Höchstplatzierung, Gesamtwochen, AuszeichnungChartplatzierungen (Jahr, Titel, Album, Platzierungen, Wochen, Auszeichnungen, Anmerkungen) | Höchstplatzierung, Gesamtwochen, AuszeichnungChartplatzierungen (Jahr, Titel, Album, Platzierungen, Wochen, Auszeichnungen, Anmerkungen) | Anmerkungen                                                                            |
| Jahr | Titel Album                                      | DE | AT | CH | UK | Anmerkungen                                                                            |
| ---- | ------------------------------------------------ | --- | --- | --- | --- | -------------------------------------------------------------------------------------- |
| 1995 | Hardcore Vibes Dune                              | DE5 (20 Wo.)DE | — | CH36 (5 Wo.)CH | — | Erstveröffentlichung: 1995                                                             |
| 1995 | Are You Ready to Fly Dune                        | DE12 (12 Wo.)DE | — | CH23 (10 Wo.)CH | — | Erstveröffentlichung: 1995                                                             |
| 1995 | Can’t Stop Raving Dune                           | DE7 (20 Wo.)DE | — | CH16 (12 Wo.)CH | — | Erstveröffentlichung: 23. Oktober 1995                                                 |
| 1996 | Rainbow to the Stars Expedicion                  | DE12 (14 Wo.)DE | — | CH23 (8 Wo.)CH | — | Erstveröffentlichung: 29. Januar 1996                                                  |
| 1996 | Hand in Hand Expedicion                          | DE10 (13 Wo.)DE | AT39 (1 Wo.)AT | CH18 (6 Wo.)CH | UK77 (2 Wo.)UK | Erstveröffentlichung: 24. April 1996                                                   |
| 1996 | Million Miles from Home Expedicion               | DE17 (11 Wo.)DE | — | CH39 (2 Wo.)CH | — | Erstveröffentlichung: 8. August 1996                                                   |
| 1996 | Who Wants to Live Forever Forever                | DE2 Platin · (19 Wo.)DE | AT3 (15 Wo.)AT | CH9 (15 Wo.)CH | UK77 (2 Wo.)UK | Erstveröffentlichung: 23. Oktober 1996 Original: Queen                                 |
| 1997 | Nothing Compares 2 U Forever                     | — | AT36 (2 Wo.)AT | — | — | Erstveröffentlichung: 13. Februar 1997 Original: Sinéad O’Connor                       |
| 1998 | Keep the Secret History – The Very Best Of       | DE38 (7 Wo.)DE | — | — | — | Erstveröffentlichung: 1998 feat. Vanessa                                               |
| 1998 | Electric Heaven History – The Very Best Of       | DE56 (8 Wo.)DE | — | CH50 (1 Wo.)CH | — | Erstveröffentlichung: 2. Juli 1998 feat. Vanessa                                       |
| 1998 | One of Us Forever and Ever                       | DE78 (8 Wo.)DE | — | — | — | Erstveröffentlichung: 15. Oktober 1998 mit dem London Session Orchestra Original: ABBA |
| 1999 | Dark Side of the Moon History – The Very Best Of | DE49 (3 Wo.)DE | — | — | — | Erstveröffentlichung: 1999                                                             |
| 2000 | Hardcore Vibes 2000 History – The Very Best Of   | DE70 (4 Wo.)DE | — | — | — | Erstveröffentlichung: 28. August 2000 vs. Trubblemaker                                 |
| 2003 | Rainbow to the Stars 2003 –                      | DE74 (2 Wo.)DE | — | — | — | Erstveröffentlichung: 23. Juni 2003                                                    |

Weitere Singles
- 1997: Somebody (Promo-Single)
- 2001: Heaven (Promo-Single)
- 2004: Revival Special Edition Vol. 1 (12″-Kompilations-Vinylsingle, nur in Spanien veröffentlicht)
- 2016: Magic Carpet Ride
- 2017: Starchild
- 2018: Utopia (Dune x Jakka-B)
- 2018: We’re Alive (Real EBC x Dune)
- 2018: Turn the Tide (Dune & Loona)
- 2018: Forever Young (Re-Style feat. Dune)
- 2023: Revenge
- 2023: Interval Bass
- 2023: What Was I Made For
- 2023: Evolution
- 2025: Wildbill
- 2025: Too Much